# Sebastiano Veniero (sommergibile 1938)
Il Sebastiano Veniero è stato un sommergibile della Regia Marina.

## Storia
Il nome fu scelto in omaggio al Doge di Venezia Sebastiano Venier che fu Capitano General Da Mar ed organizzò la campagna navale che sfociò nella battaglia di Lepanto, alla quale partecipò all'età di 75 anni. 
Una volta operativo, il Veniero venne dislocato a Napoli in seno al 2º Gruppo Sommergibili, presso il quale fu impiegato con compiti addestrativi dal 1938 al 1940.

### 1940
All'ingresso dell'Italia nella seconda guerra mondiale il Veniero era dislocato a La Spezia, inquadrato nella XII Squadriglia Sommergibili (Comandante Cappellini, Comandante Faà di Bruno, Mocenigo, Glauco, Otaria) del I Grupsom.
Lo stesso giorno della dichiarazione di guerra, il 10 giugno 1940, il sommergibile lasciò la base per una missione di agguato a meridione di Cape d'Antibes (Mediterraneo occidentale), dalla quale rientrò il 21 giugno, senza aver colto risultati. Si decise quindi il suo invio in Oceano Atlantico.
Il 2 luglio 1940 il Veniero salpò da La Spezia al comando del capitano di corvetta Folco Buonamici. Nella notte del 7-8 luglio intraprese l'attraversamento dello stretto di Gibilterra in emersione, come gli era stato ordinato da Maricosom, ma alle 5.30 del 7 luglio, al 10 miglia per 50° da Punta Almina individuò un cacciatorpediniere in navigazione oscurato e s'immerse per non essere visto (con rotta 260° e macchine pari avanti tutta), effettuando così, primo tra i sommergibili italiani, l'attraversamento dello stretto in immersione (e senza particolari problemi, nonostante le pericolose correnti sottomarine). Alle due del pomeriggio l'unità emerse a 6 miglia per 36° dalla punta di Tarifa, poi si reimmerse a 75 metri di profondità risalendo via via a causa dei bassifondali, incontrando difficoltà nel governo e nel mantenimento di rotta e profondità. Alle 15.50 il Veniero si portò a quota periscopica ed avvistò dapprima un cacciatorpediniere e poi la città di Tangeri: a bordo ci si rese conto che, per via della corrente, l'unità era stata deviata dalla corrente in direzione di Capo Spartel. Alle 20.40, infine, il sommergibile venne in superficie a 10,5 miglia per 293° da Capo Spartel, iniziando a navigare in emersione con rotta 260° e velocità 8 nodi. Passato lo stretto il Veniero fece rotta per un tratto di mare tra le Azzorre e le Canarie, zona assegnatagli per l'agguato, ma non trovò navi nemiche e diresse quindi per il rientro riattraversando lo stretto nella notte fra i 27 ed il 28 luglio, nuovamente in immersione:  il Veniero fu così il primo sommergibile italiano ad attraversare lo stretto di Gibilterra in immersione sia per l'andata che per il ritorno. Il 1º agosto il sommergibile si ormeggiò alla propria banchina a La Spezia. 
Tra agosto e settembre l'unità fu sottoposta nell'Arsenale di La Spezia a lavori di modifica per adattarla alle condizioni dell'Atlantico. 
Il 28 settembre il Veniero, inquadrato nel gruppo «Da Vinci», ripartì con un nuovo comandante, il capitano di corvetta Manlio Petroni, per una nuova missione in Atlantico, che differiva dalla precedente perché il rientro non sarebbe avvenuto nel Mediterraneo, ma nella nuova base atlantica italiana di Betasom, stabilita nella città francese di Bordeaux. Il 3 ottobre il sommergibile attraversò in immersione lo stretto di Gibilterra senza avere problemi, poi fece rotta per la propria area d'agguato, a sud delle isole Azzorre, dove giunse quattro giorni più tardi. Il 26 ottobre, non avendo avvistato alcuna nave ma avendo ormai esaurito la propria autonomia, il Veniero lasciò la zona e diresse per Bordeaux. Il 2 novembre, mentre era in navigazione con rotta a zig zag in direzione dell'estuario della Gironda (da risalire per giungere a Bordeaux), l'unità fu fatta oggetto del lancio di due siluri da parte del sommergibile inglese Tigris: avvistate in tempo, le armi poterono essere evitate grazie alla rapida contromanovra. Lo stesso giorno il Veniero raggiunse la base di Bordeaux.
Il 5 dicembre il sommergibile, assegnato al gruppo «Calvi», partì per la terza missione in Atlantico, con settore d'operazioni a ovest della Scozia, dove giunse otto giorni più tardi. Il 18 dicembre il Veniero colse la sua prima vittima: quel giorno, infatti, alle 5.15, il sommergibile s'imbatté nel piroscafo greco Anastassia (2833 tsl), unità dispersa del convoglio «SC 15», lo immobilizzò con un siluro e quindi lo cannoneggiò riducendolo ad un relitto. Mentre la nave ellenica, irrimediabilmente danneggiata, andava alla deriva per poi affondare, il Veniero raccolse 9 o 10 superstiti del suo equipaggio di 27 o 28 uomini. Ancora il 20 dicembre il relitto dell’Anastassia fu avvistato alla deriva da un'unità inglese, poi s'inabissò in posizione 54°24' N e 19°04' O. Il 26 dicembre il sommergibile si avviò sulla rotta di ritorno, ma l'indomani fu attaccato da un aereo che lo bersagliò con due bombe: mancato dagli ordigni, il 2 gennaio 1941 il Veniero poté attraccare a Le Verdon (Bordeaux).

### 1941
Il 5 marzo 1941 l'unità, facente parte ora del gruppo «Velella», salpò da Le Verdon diretta nel proprio settore, stavolta a ovest dell'Irlanda, dove giunse il 13. Sei giorni dopo il sommergibile si mise sulle tracce di un convoglio – dotato di potente scorta ed in navigazione verso ovest – che gli era stato segnalato ed accelerò al massimo onde poter raggiungere le navi nemiche, ma fu colto da un guasto – non riparabile in mare – ad uno dei motori diesel, mentre l'altro si venne a trovare a sua volta in condizioni precarie: al comandante Petroni non rimase che rinunciare all'inseguimento ed intraprendere la navigazione di ritorno. Durante tale tratto, tuttavia, il Veniero, nel pomeriggio del 23 marzo, individuò il piroscafo danese Agnete Maersk (2104 tsl), unità dispersa del convoglio «OG 56», e gli lanciò tre siluri: le armi non scoppiarono, quindi il sommergibile procedette alla distruzione a cannonate del mercantile, che alle 16.09 s'inabissò con tutto l'equipaggio (28 uomini) in posizione 49°00' N e 22°55' O. L'unità italiana riprese quindi la navigazione sulla rotta di rientro, arrivando poi a Bordeaux.
A fine maggio 1941 il Veniero partì per una nuova missione atlantica e il 30 del mese, al largo di Capo San Vincenzo, lanciò infruttuosamente contro il  cacciatorpediniere britannico Forester, in posizione 35°41' N e 10°00' O, subendone poi la reazione – il lancio di oltre una trentina di bombe di profondità –, che però non gli arrecò danni gravi. Il Forester, insieme ad un altro cacciatorpediniere, il Fury, ed a cinque motolance, era partito da Gibilterra alla ricerca di un sommergibile, probabilmente il Veniero stesso, avvistato il giorno prima dall'aviazione alleata in posizione 35°30' N e 10°16' O. Il 16 giugno, alle 2.15 di notte, il sommergibile attaccò il convoglio «OG 64», dotato di una grossa scorta, e lanciò i propri siluri contro una nave cisterna ed un trasporto stimati rispettivamente in 3500 e 7300 tsl (quest'ultimo venne poi identificato come il piroscafo Ariosto da 2176 tsl, che fu mancato), forse danneggiando una delle due navi. Dopo l'attacco il sommergibile fu pesantemente bombardato con cariche di profondità, cosa che rese impossibile verificare l'esito dei lanci. Esaurita l'autonomia, il Veniero intraprese la rotta di ritorno ed 19 giugno raggiunse il porto francese.
L'8 agosto, con il tenente di vascello Elio Zappetta come nuovo comandante, il sommergibile lasciò Bordeaux per rientrare in Mediterraneo. Il 12 del mese l'unità passò lo stretto di Gibilterra e dieci giorni dopo giunse a La Spezia, dopo essere scampata anche all'attacco di un idrovolante PBY Catalina.
Dopo il rientro in Mediterraneo il sommergibile trascorse tre mesi ai lavori nell'Arsenale della Spezia.
Il 19 dicembre 1941, partito da Taranto per una missione di trasporto di 50 tonnellate di provviste a Bardia, il Veniero giunse nel porto libico proprio quando la località era stata conquistata dalle truppe britanniche: il comandante Zappetta se ne rese conto appena in tempo per poter fuggire e fare ritorno a Taranto senza danni.
Il sommergibile compì inoltre 6 missioni offensive in Mediterraneo, tutte prive di risultati.

### La perdita ed il presunto ritrovamento
Nella serata del 17 maggio 1942 il Veniero salpò da Cagliari diretto nel suo settore d'operazioni, nei pressi delle Baleari. Alle 16.25 del 29 maggio il sommergibile segnalò di aver avvistato unità nemiche e alle 23.30 lanciò un altro messaggio che non fu possibile decifrare, poi non diede più notizie di sé.
Nel dopoguerra si venne a sapere che nella prima mattina del 7 giugno 1942 un sommergibile italiano, in navigazione tra Maiorca e la Sardegna, era stato oggetto dell'attacco di un velivolo Catalina, e che verso mezzogiorno la stessa unità subacquea aveva subito un secondo attacco mentre si trovava, evidentemente danneggiata, in superficie. Non essendovi, in quell'area ed in quel periodo, altre unità italiane (eccetto il sommergibile Argo, che venne ripetutamente attaccato dal cielo ma riuscì a disimpegnarsi a costo di alcuni danni, colpendo inoltre alcuni dei velivoli attaccanti), si concluse che il sommergibile in questione doveva essere il Veniero.
A quanto risulta dalle fonti ufficiali, con il sommergibile scomparvero il comandante Zappetta, 5 altri ufficiali e 52 fra sottufficiali e marinai, l'intero equipaggio, fatta eccezione per due superstiti, il secondo capo Giuseppe Caputo ed il sergente elettricista Gavino Congiu, quest'ultimo ancora deceduto nel 2009, che in un'intervista aveva affermato che il sommergibile fosse silurato da un'unità subacquea inglese mentre si trovava nella rotta di sicurezza: Grazie a un'infezione all'orecchio (molto comune tra gli equipaggi dei sommergibili), Caputo e Congiu si salvarono la vita restando a terra e venendo curati in ospedale.
Complessivamente il sommergibile aveva effettuato 16 missioni di guerra (13 offensive – 6 in Atlantico e 7 in Mediterraneo –, 2 di trasferimento ed una di trasporto tutte nel Mediterraneo), percorrendo complessivamente 35.289 miglia nautiche (32.202 in superficie e 3087 in immersione), di cui 24.773 in Atlantico (23.091 in superficie e 1682 in immersione) e 10.516 in Mediterraneo (9111 in superficie e 1405 in immersione), e trascorrendo in mare 240 giorni.
Nel settembre 2009, durante un'immersione addestrativa a soli 11 metri di profondità tra la spiaggia sarda di Is Arenas e la scogliera di Is Benas, nel punto 40°03'22” N e 08°26'31” E, alcuni subacquei hanno individuato quello che, inizialmente scambiato per uno scoglio dalla forma singolare, è poi stato ritenuto il relitto di un sommergibile. Considerando che l'unica altra unità subacquea persa in quella zona, il sommergibile tedesco UC 35 affondato nella prima guerra mondiale, superava di poco i cinquanta metri di lunghezza, mentre la lunghezza del Veniero (73 metri) si avvicina maggiormente a quella del presunto relitto, 77 metri, è sembrato probabile che si trattasse di quest'ultimo, sebbene il relitto apparisse ricoperto di cemento e danneggiato da tiro d'artiglieria, circostanze difficilmente spiegabili. Il 30 giugno 2011 i deputati Pes, Calvisi e Schirru hanno chiesto con un'interrogazione parlamentare al Ministero della Difesa di recuperare il relitto di Is Arenas, anche per rispetto dei familiari dei dispersi del Veniero. A complicare il mistero anche il presunto ritrovamento, da parte del noto documentarista Alessandro Beltrame, di ossa umane “cementate”. 
Successive analisi da parte della Marina Militare, compiute nel luglio 2011 con l'ausilio anche di metal detector, hanno rilevato l'assenza di una massa magnetica al disotto del cemento, permettendo così di accertare che il relitto non apparteneva ad un sommergibile (ed effettivamente, vista la scarsa profondità, era piuttosto improbabile che tale relitto non fosse già stato ritrovato).